# Molly Tarlov
Pour les articles homonymes, voir Tarlov.
Molly Elizabeth Tarlov, née le 12 septembre 1986 à Manhattan (États-Unis), est une actrice américaine principalement connue pour jouer le rôle de Sadie dans la série Awkward.

## Biographie
Molly Tarlov est née à Manhattan, deuxième et dernière fille de Mark Tarlov et Judy Roberts. Elle obtient un baccalauréat universitaire en théâtre du Bennington College en 2008,. Après son diplôme, elle rejoint la Atlantic Theater Company.
En 2011, elle obtient son rôle le plus notable, celui de la méchante Sadie Saxton dans la série originale de MTV, Awkward. Son personnage est connu pour son antipathie envers le personnage principal, Jenna, joué par Ashley Rickards, et pour ses difficultés liées à son poids et à ses propres insécurités,. Elle est aussi remarquée pour ses remarques sarcastique suivi de sa phrase signature « You're welcome ! », qui devient rapidement un meme. La série prend fin en 2015, après une cinquième et ultime saison.

## Filmographie

### Cinéma
- 1999 : Simplement irrésistible (Simply Irresistible) : Molly
- 2013 : G.B.F. : Sophie Aster
- 2014 : Era Apocrypha (court métrage)
- 2016 : Everlasting : Liz
- 2018 : Haunting on Fraternity Row : Maggie

### Télévision
- 2009 : iCarly : Lisa (saison 3, épisode 1)
- 2010 : Gravity : une cliente (saison 1, épisode 1)
- 2010 : Huge : Caitlin (saison 1, épisode 1)
- 2011-2016 : Awkward : Sadie Saxton
- 2013 : Boyfriend Season : Molly
- 2016 : Nasty Habits : Misty (saison 2, épisode 3)
- 2017 : Oh, That's Okay. I'm Good. : Molly (saison 1, épisode 6)
- 2018 : On Hiatus with Monty Geer : Dolly (saison 2, épisode 10)